# 현대과학신서
《현대과학신서》(現代科學新書)는 전파과학사(電波科學社)에서 발간한 교양 과학을 주제로 한 문고이다. ‘과학 지식의 대중화’를 표방하였으며, 과학 전반의 교양 서적을 한국의 과학자가 번역하거나 직접 저술하였다. 1973년부터 1985년까지 130여 권이 출간되었다.

## 목록
책 이름, 저자, 역자, 출간 연도의 순서이다. 출간연도는 국립중앙도서관의 서지 사항을 참고하였다.
1. 《宇宙·物質·生命》, 권영대·이길상·이민재·정창희·송상용 외저, 1973년
2. 《重力》, 조지 가모브 저, 1973년
3. 《아이적 뉴튼》, 앤드레이드 저, 고윤석 저, 1973년
4. 《太陽은 갈수록 뜨거워진다》, 박동현 저, 1973년
5. 《科學史의 뒷얘기 Ⅰ》, 썻클리프 저, 박택규 역, 1973년
6. 《宇宙의 創造》, 조지 가모브 저, 현정준 역, 1973년
7. 《아폴로博士의 科學遍歷》, 조경철 저, 1973년
8. 《二重螺旋》, 왓슨 저, 하두봉 역, 1973년
9. 《現代科學과 現代人》, 코넌트 저, 이민영 외역, 1973년
10. 《數學의 弱点》, 김용운 저, 1973년
11. 《뀌리부인》, 마쯔오까 저, 권동숙 역, 1973년
12. 《物理學이란 무엇인가?》, 바이츠재커 외저, 문인형 역, 1973년
13. 《科學者의 語錄》, 오소백 편, 1973년
14. 《科學史의 뒷얘기 Ⅱ》, 썻클리프 저, 정연태 역, 1973년
15. 《韓國植物의 生態》, 김준민 저, 1973년
16. 《創造工學》, 유가외 외저, 강신후 역, 1973년
17. 《라더퍼드와 원자의 본질》, 앤드레이드 저, 안운선 역, 1973년
18. 《科學者의 길》, 현원복 저, 1973년
19. 《現代物理學入門》, 이노끼 저, 한명수 역, 1973년
20. 《빠스뙤르와 現代科學》, 튜보스 저, 주충노 역, 1973년
21. 《未知의 世界로의 旅行》, 조지 가모브 저, 정문규 역, 1973년
22. 《科學史의 뒷얘기 Ⅲ》, 썻클리프 저, 이병훈 외역, 1973년
23. 《科學史의 뒷얘기 Ⅳ》, 썻클리프 저, 신효선 역, 1973년
24. 《바다의 科學》, 이종화 저, 1974년
25. 《生物學史》, 떼오도리데스 저, 이병훈 역, 1974년
26. 《잃어버린 章》, 전상운 저, 1974년
27. 《중성자 이야기》, 휴즈 지음, 김영덕 역, 1974년
28. 《中國의 科學文明》, 야부우찌 저, 전상운 역, 1974년
29. 《近代科學의 起源》, 바터필드 저, 차하순 역, 1974년
30. 《化學에의 招待》, 사끼가와 저, 박면용 역, 1974년
31. 《生命의 起源》, 오글 저, 소현수 역, 1974년
32. 《天才의 精神病理》, 이이다 외저, 김현수 역, 1974년
33. 《世界를 바꾸는 現代物理學》, 후루다 외저, 윤세영 역, 1974년
34. 《磁石 이야기》, 비터 저, 지창열 역, 1974년
35. 《地球의 科學 Ⅰ》, 다께우찌 외저, 원종관 역, 1974년
36. 《레이저와 홀러그러피》, 칵 저, 이상수 역, 1974년
37. 《物理學을 뒤흔든 30年》, 조지 가모브 저, 김정흠 역, 1974년
38. 《環境汚染과 植物》, 차종환 저, 1974년
39. 《量子力學的 世界像》, 도모나가 저, 권용래 역, 1974년
40. 《硏究開發管理》, 신응균 저, 1975년
41. 《放射線과 農業》, 김길환 외저, 1975년
42. 《셈과 사람과 컴퓨터》, 김용운 저, 1975년
43. 《近代物理學의 誕生》, 코언 저, 이철주 역, 1975년
44. 《占星術》, 나까야마 저, 이은성 역, 1975년
45. 《鍊金術》, 요시다 저, 오진곤 역, 1975년
46. 《美國文明과 機械》, 벌링게임 저, 홍영백 역, 1975년
47. 《分子生物學入門 Ⅰ》, 김은수 저, 1975년
48. 《量子生物學》, 오오끼 저, 강만식 역, 1975년
49. 《動物의 形態形成》, 김창환 저, 1975년
50. 《人類와 資源》, 이시미쯔 저, 심상칠 역, 1975년
51. 《空間의 歷史》, 김용운 저, 1975년
52. 《科學論文作成法》, 심봉섭, 1975년
53. 《生態學이란 무엇인가?》, 뀌쟁 저, 이병훈 역, 1975년
54. 《라디오·텔레비존의 社會學》, 까즈뇌브 저, 심상필 외역, 1976년
55. 《우리가 먹는 化學物質》, 비나드 저, 박택규 역, 1976년
56. 《레이저 이야기》, 캐럴 저, 이상수 역, 1976년
57. 《바이러스의 世界》, 김우호 저, 1976년
58. 《아인슈타인 Ⅰ》, 번스틴 저, 장회익 역, 1976년
59. 《아인슈타인 Ⅱ》, 번스틴 저, 장회익 역, 1976년
60. 《生存을 위한 自然保存》, 커리·린달 저, 엄규백 역, 1976년
61. 《人間의 行動은 고쳐질 수 있는가？》, 비취 저, 이현수 역, 1976년
62. 《박쥐 Ⅰ》, 앨른 저, 오영근 역, 1976년
63. 《遺傳의 本質》, 정용재 저, 1976년
64. 《4次元의 世界》, 쯔즈끼 저, 김명수 역, 1976년
65. 《생물전기》, 조동현 저, 1976년
66. 《물》, 데이비스 외저, 소현수 역, 1976년
67. 《潮汐》, 클랜시 저, 정종율 역, 1976년
68. 《科學하는 心像》, 권영대 저, 1976년
69. 《中國의 數學》, 야부우찌 저, 박세희 역, 1976년
70. 《宗敎와 科學》, 라쓸 저, 송상용 외역, 1977년
71. 《科學과 매스 미디어》, 현원복 저, 1977년
72. 《大陸은 살아 있다》, 다께우찌 저, 원종관 역, 1977년
73. 《내일의 科學》, 후루다 저, 박동준 역, 1977년
74. 《地圖의 歷史》, 홍시환 편저, 1977년
75. 《비타민 C와 感氣》, 폴링 저, 조학래 역, 1977년
76. 《原子家族(上)》, 페르미 저, 양희선 역, 1977년
77. 《에너지와 動力》, 스타 외저, 이일구 역, 1977년
78. 《우리가 처음은 아니다》, 토머스 저, 이길상 역, 1977년
79. 《第3의 産業革命》, 스타인 저, 소현수 역, 1977년
80. 《박쥐 Ⅱ》, 앨른 저, 오영근 역, 1977년
81. 《살아 남기 위한 자연보호》, 손치무 외저, 1977년
82. 《藥의 效用》, 사꾸마 저, 손동헌 역, 1977년
83. 《原子家族(下)》, 페르미 저, 양희선 역, 1977년
84. 《隕石과 行星의 起源》, 우드 저, 이대성 외저
85. 《바이오닉스》, 윤실 저, 1977년
86. 《現代産業工學 Ⅰ》, 후루다 저, 성환태 역, 1977년
87. 《現代産業工學 Ⅱ》, 후루다 저, 성환태 역, 1977년
88. 《科學上位時代》, 박익수 저, 1977년
89. 《韓國病理學史》, 김영제 저, 1977년
90. 《音波와 光波》, 칵 저, 이상수 역, 1977년
91. 《太陽이라는 이름의 별》, 조지 가모브 저, 윤홍식 역, 1978년
92. 《西洋科學史》, 오진곤 저, 1978년
93. 《韓國의 冊曆(上)》, 이은성 저, 1978년
94. 《韓國의 冊曆(下)》, 이은성 저, 1978년
95. 《胃의 探險家》, 강석영 저, 1978년
96. 《불가사리의 수수께끼》, 강석영 저, 1978년
97. 《별·銀河·宇宙》, 현정준 저, 1978년
98. 《재미 있는 物理學 Ⅰ》, 후지가와 저, 송인명 외역, 1978년
99. 《재미 있는 物理學 Ⅱ》, 후지가와 저, 송인명 외역, 1978년
100. 《中國의 考古學》, 최무장 저, 1978년